# Vincent Cornier
Vincent Cornier, né en 1898 à Redcar, dans le Yorkshire du Nord, en Angleterre et dans le même lieu en 1976, est un écrivain britannique, auteur de nouvelles de littérature policière.

## Biographie
Écrivain précoce, il écrit dès l'âge de 14 ans. Il participe à la Première Guerre mondiale dans le Royal Flying Corps. À sa démobilisation, il devient journaliste et voyage en Europe et en Orient.
Revenu à Londres, il écrit des nouvelles qui sont publiés dans des divers magazines, dont Story-Teller (en), Pearson's Magazine et Argosy.
En 1933, il crée le personnage Barnabas Hildret, un agent des services secrets britanniques, surnommé The Black Monk (le Moine Noir), qui s'adonne surtout à des enquêtes policières relatées par son ami le journaliste Geoffrey Ingram. Selon Claude Mesplède et Marc Madouraud, il s'agit d'un « détective scientifique dans la mouvance du Dr Thorndyke ». Dans sa nouvelle la plus célèbre, La Balle au bois dormant (Duel of Shadows, 1934), Hildreth enquête sur une affaire où une balle tirée lors d'un duel en 1710 en serait venue à blesser un brave homme dans son salon en 1932. La solution, ingénieuse, repose uniquement sur des faits matériels.
Toutefois, à propos de Vincent Cornier, les deux critiques littéraires mentionnés ci-dessus précisent que, « quasiment toute son œuvre, dont l'imagination délirante reste le meilleur atout, relève du crime extraordinaire, partant de situations quasi-surnaturelles, à l'image de celles de John Dickson Carr, et se résolvant à la manière de Freeman ; sans avoir toujours l'ingéniosité du premier, ni la crédibilité du second ».

## Œuvre

### Nouvelles

#### SérieBarbabas Hildret
- The Stone Ear, Pearson's Magazine (septembre 1933)
- The Brother of Heaven, Pearson's Magazine (octobre 1933)
- The Silver Quarrel, Pearson's Magazine (novembre 1933)
- The Throat of Green Jasper, Pearson's Magazine (mars 1934) Publié en français sous le titre La Vengeance du roi des spectres, dans l'anthologie Vingt défis à l'impossible,  Nantes, Éditions L'Atalante, coll. « Insomniaques et ferroviaires » (2002)  (ISBN 2-84172-212-0)
- Duel of Shadows, Pearson's Magazine (avril 1934), autres titres The Mystery of the Wesmacott Bullet, The Shot That Waited Publié en français sous le titre La Balle au bois dormant, Paris, Opta, Mystère magazine no 17 (juin 1949) ; réédition, Paris, Opta, Anthologie du mystère no 12 (1969) ; réédition dans Enquêtes policières no 6 (1973) ; réédition dans l'anthologie Les Meilleures Histoires de chambres closes, Paris, Minerve, coll. « Détour » (1988)  (ISBN 2-86931-000-5)
- The Smell That Killed, Pearson's Magazine (février 1935), autre titre The Catastrophe in Clay Publié en français sous le titre Odeur mortelle, Paris, Opta, Mystère magazine no 19 (août 1949)
- The Mantle That Laughed, Pearson's Magazine (décembre 1935), autre titre The Cloak That Laughed Publié en français sous le titre La Mante qui riait, Paris, Opta, Mystère magazine no 21 (octobre 1949)
- The Tabasheeran Pearls, Pearson's Magazine (juillet 1937)
- The Gilt Lily, Pearson's Magazine (avril 1938)
- The Monster, Ellery Queen's Mystery Magazine (février 1951) Publié en français sous le titre La Chose, Paris, Opta, Mystère magazine no 57 (octobre 1952)
- O Time, in Your Flight, The London Evening Standard (août 1951) et Ellery Queen's Mystery Magazine (septembre 1951), autre titre The Masterpiece Publié en français sous le titre Ô Temps, suspends ton vol, Paris, Opta, Mystère magazine no 118 (novembre 1957)

#### Autres nouvelles
- The One Who Shaved Cats, Story-Teller (en) (décembre 1928)
- The Flying Hat, Story-Teller (mai 1929)
- Behind the Walls, Cassell's Magazine of Fiction (octobre 1930)
- The Million Water, Britannia and Eve, (août 1932)
- The Hidden Empire, Story-Teller (décembre 1933)
- Strictly In Confidence, Western Daily Press and Bristol Mirror (août 1934)
- The Greeks Meet, Western Daily Press and Bristol Mirror (septembre 1934)
- Law of Zadruga, Evening News (octobre 1935)
- The Academic Mr. Cataby, Argosy (mars 1936)
- Wolf's Homing, Argosy (juin 1936)
- Paradise Orchid, Argosy (septembre 1936)
- Teller of Tales, Story-Teller (novembre 1936)
- The Hidden Empire, Argosy (décembre 1936)
- The Eighteen Carat Duck, Argosy (janvier 1937)
- Octave 75, Story-Teller (février 1937)
- The Satin Spaniards, Story-Teller (mars 1937)
- Creeping Solomon, Story-Teller (mai 1937)
- The Courtyard of the Fly, Story-Teller (juin 1937)
- Wolf Silver, Thrilling Adventures (en) (janvier 1939)
- The Singing Shadows, Strange Stories (en) (février 1939)
- Blackout, Illustrated (avril 1940)
- The Clock That Died, Illustrated (mai 1940)
- Keys for a Traitor, Illustrated (mai 1940)
- The Man Who Sold Postcards, Illustrated (juin 1940)
- The Shibboleth of Von Eisenbaum, Britannia and Eve, (février 1943)
- The Mystery of Westmacott Bullet (écrite en 1947, mais publiée dans le recueil Ellery Queen's Anthology no 16 en 1969)
- Moment of the Herring, Argosy (octobre 1950)
- Lady Ursula, the Lift, Everybody's Weekly, (décembre 1950)
- The Last Nightingale, Ellery Queen's Mystery Magazine (mai 1961)
- The Precedent, Ellery Queen's Mystery Magazine (août 1968)

### Recueil de nouvelles
- The Duel of Shadows: the Extraordinary Cases of Barnabas Hildreth (2011), anthologie posthume

## Sources
: document utilisé comme source pour la rédaction de cet article.
- Claude Mesplède (dir.), Dictionnaire des littératures policières, vol. 1 : A - I, Nantes, Joseph K, coll. « Temps noir », 2007, 1054 p. (ISBN 978-2-910-68644-4, OCLC 315873251), p. 480 (notice Vincent Cornier) et 967-968 (notice Barnabas Hildreth)